# 미시간-휴런호

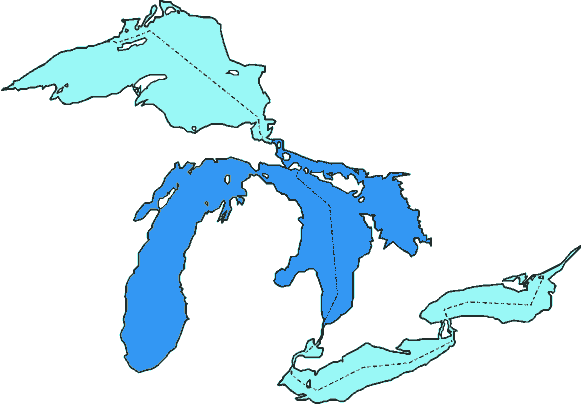
미시간-휴런호

미시간-휴런호(Lake Michigan-Huron)는 북아메리카 오대호의 두 호수 미시간호와 휴런호를 함께 부르는 이름이다. 수문학적으로 미시간호와 휴런호는 해면 고도가 176m로 같으며, 매키나 해협을 통해 양방향으로 소통되고 있다.
미시간-휴런 호를 하나의 호수로 본다면, 세계에서 가장 큰 민물 호수가 된다. 부피에서는 바이칼호, 탕가니카호, 슈피리어호에 이어 네 번째가 된다.

## 같이 보기
- 면적순 호수 목록